# Tullio De Rosa
Tullio De Rosa (Spilimbergo, 1923 – Conegliano, 1994) è stato un enologo italiano.

## Carriera
Laureatosi nel 1947 presso l'Università di Bologna, De Rosa iniziò ad insegnare nel 1966 presso l'Istituto Sperimentale di Viticoltura ed Enologia, all'epoca parte della Scuola Enologica di Conegliano, di cui fu in seguito direttore di sezione per diversi anni. All'interno della sua produzione scientifica e divulgativa, (che include più di 120 testi) si segnalano in particolare i manuali "classici", tradotti in diverse lingue: Tecnologia dei Vini Bianchi (White Wines Production Technology), Tecnologia dei Vini Spumanti (Sparkling Wines Production Technology), Tecnologia dei Vini Rossi (Red Wines Production Technology), Tecnologia delle grappe e dei distillati d'uva (con Roberto Castagner), e Tuttovini, oltre alla raccolta di novelle autobiografiche Andar Per Vini, accompagnata da illustrazioni ad opera dell'artista italiano Renato Varese. Nel 2011 è stata pubblicata l'opera postuma Guida alla degustazione del vino: la valutazione edonistica. Concetti propedeutici e formativi esposti in maniera utilizzabile da un ampio ambito di lettori (originariamente manoscritta da De Rosa negli ultimi mesi di malattia, tra maggio e agosto 1994), pubblicata congiuntamente da Istituto Microbiologico Rauscedo/Faenza Editore..